# Honda S2000
La Honda S2000 è una spider, nata nel 1998 e prodotta dalla casa giapponese Honda.

## Il contesto
Il modello di pre-produzione viene presentato ufficialmente nel 1998, durante la cerimonia del 50º anniversario di Honda, ma la S2000 viene introdotta sul mercato solo l’anno seguente. La S2000 si presenta come una vettura progettata per unire il piacere di guida con il gusto delle vetture scoperte. Progettata senza far riferimento ad alcun veicolo Honda di produzione in serie, la S2000 deve molto all'esperienza del costruttore giapponese nel mondo delle competizioni automobilistiche, su tutte il famoso quadro strumenti digitale ripreso dalla McLaren-Honda MP4/6 di Formula 1 che guidata da Ayrton Senna vinse il campionato del 1991. Il nome del suo ingegnere responsabile, Shigeru Uehara, si trovava a capo anche dei progettisti che diedero vita all'Honda NSX. La S2000 doveva rappresentare la Honda del futuro, già alla prima produzione era equipaggiata con fari allo xeno ed emissioni in linea con i parametri Euro 3. Era priva di allestimenti e l'unico optional era il tetto rigido (hardtop) in tinta carrozzeria.
Il propulsore è un 2.0 litri di cilindrata, 16 valvole, con due alberi a camme in testa, e fasatura variabile VTEC, naturalmente aspirato; grazie a questo sistema di fasatura variabile (che agisce anche sull'alzata) delle valvole è capace di girare regolare al minimo e di "tirare" fino ai 9150 giri/min del limitatore elettronico. Tutto questo si traduce in 240 cavalli dichiarati per un motore aspirato (senza la presenza di turbocompressori), ottenendo così una potenza specifica elevata per un motore stradale in larga scala di ben 120 CV/L con una coppia massima di appena 207 Nm a 7500 giri/min. Codesto propulsore è stato eletto dal 2000 al 2004 motore dell'anno nella categoria aspirati da 1.800 a 2.000 cm³.

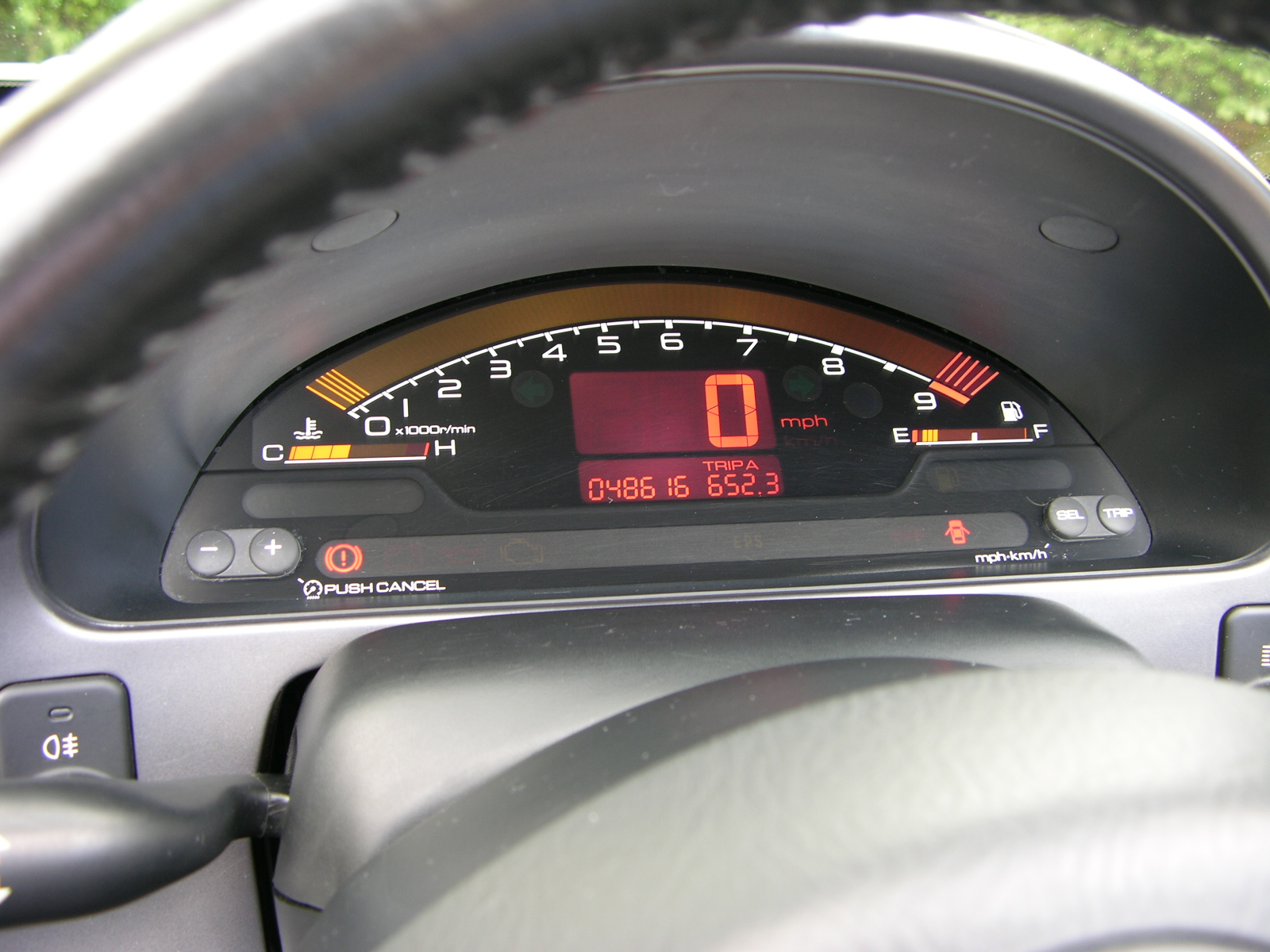
Vista cruscotto

La S2000 è stata sempre equipaggiata con un cambio manuale a sei rapporti molto preciso. La trazione è posteriore abbinata a un differenziale autobloccante Torsen.
Le sospensioni anteriori e posteriori sono a due bracci trasversali indipendenti.
Nonostante sia una decappottabile, la S2000 si rivela un’auto sportiva a tutti gli effetti, con un telaio a X estremamente rigido (chiamato da Honda high X-bone frame).
La distribuzione dei pesi è al 49% sull'asse anteriore e per il 51% al posteriore, fortemente voluto dagli ingegneri Honda perché considerato ideale per un'auto con motore anteriore e trazione posteriore. Infatti per ottenere tale distribuzione dei pesi, il motore è stato posizionato completamente dietro l'asse anteriore. 
Nel 2002 la Honda ha ritoccato alcuni particolari, come il lunotto posteriore che passa dal PVC al vetro, ma senza stravolgere le linee, e lasciando inalterato il propulsore, che però gode di maggiore affidabilità migliorando alcuni difetti della prima serie, come l'eccessivo consumo di olio. La seconda serie di S2000 viene prodotta nel 2002 e nel 2003
Nel 2004 la Honda opera un restyling, modificando stavolta un po' di particolari importanti. Cambiano infatti i sedili, i paraurti anteriori e posteriori, i cerchi che passano da 16 a 17 pollici e vengono riviste le tarature degli ammortizzatori e delle barre antirollio. La S2000 dal 2004 in poi viene chiamata dagli appassionati "S2000 Restyling". Questo modello viene prodotto nel 2004 e nel 2005.
Negli Stati Uniti ed in Giappone, il modello 2004 viene aggiornato anche di motore, che viene portato dai 2000 ai 2200 cm³, in modo da poter garantire una migliore affidabilità e cercar di dare un po' di brio ai bassi regimi. Questo modello è chiamato Honda S2000 AP2 e non verrà mai importato in Europa. Si distinguono quindi, a partire dal 2004, 2 tipologie di motori per S2000:
- F20C - 2000 cm³ per il mercato europeo
- F22C - 2200 cm³ per il mercato americano e giapponese

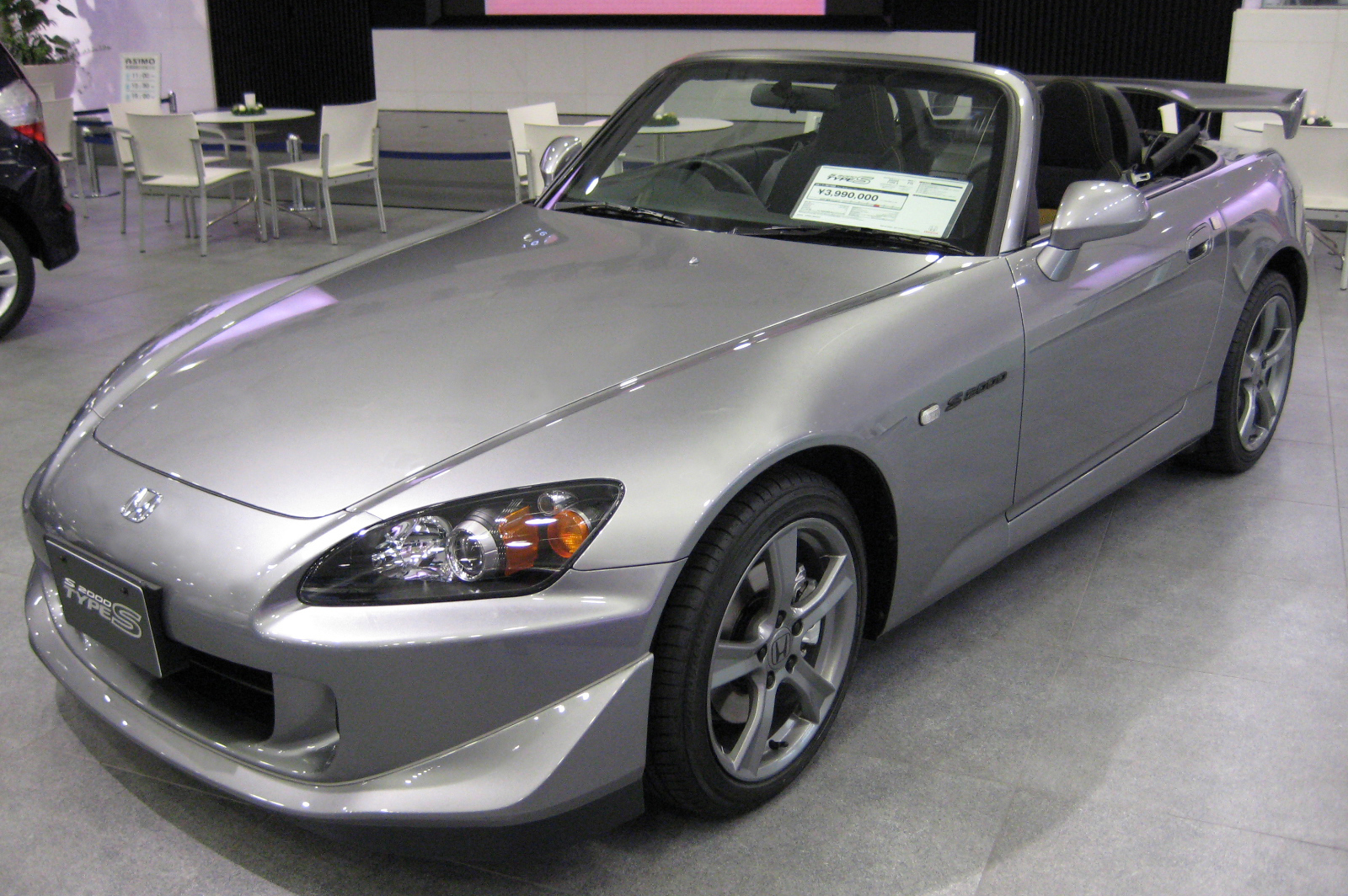
Honda S2000 Type S del 2007

Si precisa che con la sigla AP2 non sono identificate le S2000 dal 2004 in poi, ma solo le S2000 con motore F22C da 2200 cm³. In Italia la AP2 non è mai stata importata ufficialmente, l'unico modello ufficialmente importato dalla Honda è l'AP1
Nel 2006 infine la Honda effettua l'ultimo aggiornamento alla S2000, che questa volta riguarda l'elettronica e la sicurezza attiva. Vengono infatti introdotti nel modello 2006 il controllo di stabilità (che la Honda chiama VSA) ed il controllo della trazione. Inoltre il comando dell'acceleratore diventa elettronico.
La serie "S" della Honda contrassegna i modelli cabrio, tra i primi la S500, e la S600 degli anni '60.
Sotto il punto di vista della sicurezza automobilistica la seconda serie della S2000 è stata sottoposta al crash test EuroNCAP nel 2002 ottenendo il risultato di quattro stelle.
La S2000 esce di produzione nell'inizio del febbraio 2009 con la disponibilità di un pacchetto speciale chiamato "Ultimate edition", con unico colore bianco, il primo con cui la Honda ha esordito in Formula 1.

## Modelli derivati

### Honda S2000 Club Racer

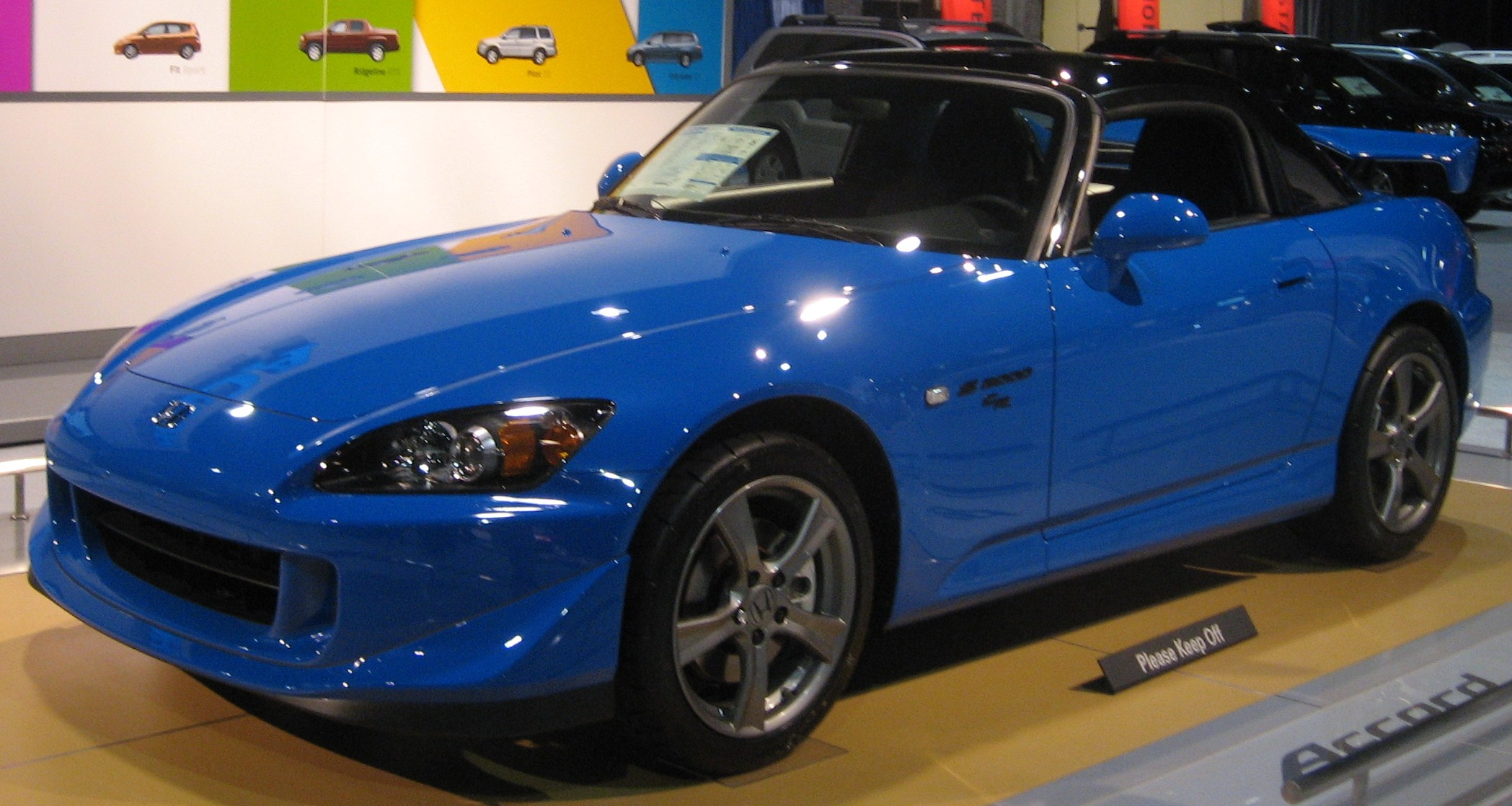
Honda S2000 Club Racer

Nel 2008 la Honda produce una versione di S2000 specifica per le giornate in circuito e per le gare, chiamata appunto S2000 Club Racer. La Club Racer è una versione estremizzata della S2000 che monta esclusivamente motore 2200 cm³, pneumatici posteriori a sezione più larga (255 contro 245 della stradale), ammortizzatori e barre antirollio più rigide ed uno sterzo dalla risposta più diretta. Esteticamente c'è un paraurti anteriore dal profilo più aggressivo, un grosso alettone posteriore ma manca completamente la cappottina in tela. La Club Racer viene infatti venduta con hard top rigido removibile. Dall'abitacolo scompare la pelle che lascia il posto a tessuti più leggeri, per limitare al massimo il peso e scompaiono aria condizionata e impianto audio, che però possono essere richiesti come optional. La Club Racer viene costruita in soli 1400 esemplari.

### Honda S2000 Type S
La S2000 Type S è essenzialmente una versione meno estrema della S2000 Club Racer dedicata al mercato Giapponese. Le differenze principali rispetto alla Club Racer sono la mancanza dei rinforzi del telaio, la presenza della capote (assente sulla Club Racer), un assetto meno rigido delle sospensioni, un rapporto di sterzo meno diretto.

### Honda S2000 Type V
Nel luglio del 2000, la S2000 Type V fu aggiunta all'offerta, dotata del sistema VGS che controlla elettricamente il rapporto di sterzo in base alla velocità e all'angolo di sterzata. Questa versione aggiungeva inoltre un logo VGS sul posteriore dell'auto e un volante specifico per questa versione sempre con il logo VGS e tagliato nella parte inferiore.

### Honda S2000 RJ
Nel 2007 viene lanciata in Europa una serie limitata di 50 esemplari di colore bianco perlato denominata RJ (dalle iniziali dei nomi dei piloti Rubens Barrichello e Jenson Button) in omaggio alla presenza di Honda in Formula 1.

### Mugen S2000
Basandosi sulla S2000, il preparatore Mugen realizzò nel 2003 una propria versione della vettura. Rispetto al modello di serie, erano stati applicati un collettore d'aspirazione in fibra di carbonio e un apparato di scarico Mugen SS in titanio con terminale in acciaio. Sulla carrozzeria, l'hard-top, l'alettone posteriore e il cofano motore sono stati sostituiti con dei pezzi in fibra di carbonio per contenere il peso. L'aerodinamica è stata migliorata con l'introduzione di un body kit sportivo e le sospensioni sono state irrigidite per aumentare la maneggevolezza. Gli pneumatici di serie sono stati sostituiti con dimensioni 215/45 all'avantreno e 245/40 al retrotreno che avvolgono cerchi da 17".

## La S2000 nei media
- In ambito cinematografico, la Honda S2000 ha fatto la sua comparsa nei film Fast and Furious e 2 Fast 2 Furious

- In ambito videoludico, la S2000 è apparsa, in varie versioni, anche nelle serie di videogiochi Need for Speed (a partire da Need for Speed: Underground) e Gran Turismo (a partire da Gran Turismo 2). Compare inoltre in Grid 2 e in Midnight Club II (dove viene definita Interna).

- La S2000 compare anche nell'anime Initial D, è l'auto guidata da Toshiya Joushima, soprannominato "God Hand" ("Mano di Dio") per la sua tecnica di guida basata sulla sterzata eseguita solo dalla mano destra (ricordiamo che siamo in Giappone), mantenendo la mano sinistra sul cambio.